# 茶話
『茶話』（ちゃばなし）は、薄田泣菫による日本の随筆集。明治期の詩人で、大正期以降は今日で言うコラムニストとして活動した薄田が、1915年（大正4年）から1930年（昭和5年）にかけて、『大阪毎日新聞』などの新聞や雑誌に連載した、総数811篇からなる短文の総称で、作者の代表作である。新聞コラムの嚆矢と見なされている。

## 概要
1915年（大正4年）、大阪毎日新聞の記者として活動していた薄田は、同年2月27日の朝刊にフランク・ハリスを俎上に載せた雑談風の短文を載せた。この記事は茶飲み話のような気軽な話という意味で「茶話」と題され、以後同タイトルで4回にわたって朝刊に執筆した。
この短文は評判を呼び、薄田は翌年4月12日から夕刊を中心に連載を再開。古今東西の有名人の逸話・ゴシップなどを取り上げながら時に簡潔な寸評をも交えたこの随筆は、途中幾度かの休止を挟みながら、大正8年まで連載を続けた。その後発表の場を「東京日日新聞」、「サンデー毎日」などに移しながら1930年（昭和5年）1月、総数811回を数えて終了した。
「茶話」は連載中の1916年（大正5年）にはじめて単行本化され、以後戦後に至るまで十数種の単行本が出版された（刊行書誌は後述）。文中の人名が版を重ねるうちに伏せられるようになるなど、版による異同が増えている。1983年（昭和58年）から1984年（昭和59年）にかけ、書誌学者の谷沢永一・浦西和彦により、新聞のマイクロフィルムなどをもとに初出時の文章で新たに編纂され、冨山房百科文庫から全3巻の完本として出版され、版を重ねた。

## 記事名一覧
発表年毎に配列、タイトル表記は現代かなづかい。括弧内は発表月日。

### 1915年
1915年（大正4年）は、いずれも大阪毎日新聞朝刊に掲載。
- 1.茶話 （2／27）
- 2.茶話 （3／1）
- 3.茶話 （3／4）
- 4.茶話 （3／9）
- 5.茶話 （3／20）

### 1916年
1916年（大正5年）は、すべて大阪毎日新聞に連載。朝刊、夕刊の区別を付記。
- 6.風ぐすり （4／12夕）
- 7.料理人の泣き言 （4／13夕）
- 8.ゴーリキー危篤 （4／14夕）
- 9.画家と書物 （4／15夕）
- 10.ペンキ一缶 （4／16夕）
- 11.加藤男の出迎え （4／17夕）
- 12.陶庵侯と漱石 （4／18夕）
- 13.床次氏凹む （4／19夕）
- 14.名士の墓石 （4／20夕）
- 15.春葉氏と子供 （4／21夕）
- 16.美術学校問題 （4／22夕）
- 17.料理と芸 （4／23夕）
- 18.男女の奉納物 （4／24夕）
- 19.夜の祭 （4／25夕）
- 20.楊の木 （4／26夕）
- 21.男二人女二人 （4／27夕）
- 22.俊子の道連れ （4／28夕）
- 23.魯庵の友食い （4／29夕）
- 24.涙と汗の音曲 （4／30夕）
- 25.食物の味 （5／1夕）
- 26.栖鳳の懐中時計 （5／2夕）
- 27.ニック・カーター （5／3夕）
- 28.鴉と府知事 （5／4夕）
- 29.鬼 （5／5夕）
- 30.月郊と床柱 （5／6夕）
- 31.父と子 （5／7夕）
- 32.酒 （5／8夕）
- 33.魔法使 （5／9夕）
- 34.女の親切 （5／10夕）
- 35.雪舟と禿山 （5／11夕）
- 36.借金の名人 （5／12夕）
- 37.太陽に惚れた人 （5／13夕）
- 38.死人の下駄 （5／14夕）
- 39.性欲 （5／15夕）
- 40.虱 （5／16夕）
- 41.女の手 （5／17夕）
- 42.漱石氏と黄檗 （5／18夕）
- 43.狐と狸 （5／19夕）
- 44.俘虜研究 （5／20夕）
- 45.一万円の仏画 （5／21夕）
- 46.貴婦人と音曲 （5／22夕）
- 47.一木内相の発見 （5／23夕）
- 48.仏の笑顔 （5／24夕）
- 49.書物 （5／25夕）
- 50.新画 （5／26夕）
- 51.禁酒のお水 （5／27夕）
- 52.清方と輝方 （5／28夕）
- 53.先輩後輩 （5／29夕）
- 54.呂昇の咽喉 （5／30夕）
- 55.女の鑑定家 （5／31夕）
- 56.女というもの （6／1夕）
- 57.タゴールの知人 （6／2夕）
- 58.相馬御風の将棋 （6／3夕）
- 59.露伴と島 （6／5夕）
- 60.贋物 （6／6夕）
- 61.フロックコート （6／7夕）
- 62.独身元帥 （6／9夕）
- 63.親というもの （6／10夕）
- 64.宮川氏の雄弁 （6／13夕）
- 65.臭い果物 （6／14夕）
- 66.硯と殿様 （6／15夕）
- 67.画の鑑定 （6／16夕）
- 68.富士山の如く （6／17夕）
- 69.小山県の洒落 （6／18夕）
- 70.古松研 （6／19夕）
- 71.芸妓の心得 （6／20夕）
- 72.馬車の葬式 （6／21夕）
- 73.与里氏の香油 （6／22夕）
- 74.寒山の倅 （6／23夕）
- 75.玄関 （6／24夕）
- 76.景年翁と商人 （6／25夕）
- 77.英雄の髑髏 （6／26夕）
- 78.健忘症 （6／27夕）
- 79.口は調法 （6／28夕）
- 80.露伴の机 （6／29夕）
- 81.大森男の詰襟 （6／30朝）
- 82.蘆花氏と本屋 （7／1夕）
- 83.苜蓿 （7／2夕）
- 84.台湾と考え事 （7／3夕）
- 85.蜜蜂の失敗 （7／4夕）
- 86.女を賢くする法 （7／5夕）
- 87.腸から歌 （7／6夕）
- 88.小説家と薪 （7／7夕）
- 89.老婆梅川 （7／8夕）
- 90.篁村氏と鰯 （7／9夕）
- 91.坪内博士の傘 （7／11夕）
- 92.上田博士の死 （7／12夕）
- 93.谷本博士と名妓 （7／13夕）
- 94.どくだみ （7／14夕）
- 95.京の水 （7／15夕）
- 96.雷 （7／16夕）
- 97.未亡人の涙 （7／17夕）
- 98.贅沢な蟻 （7／18夕）
- 99.鉄扇の威嚇 （7／19夕）
- 100.明恵と雑炊 （7／20夕）
- 101.栖鳳の天井画 （7／21夕）
- 102.道成寺の石段 （7／22夕）
- 103.醜女と哲学 （7／24夕）
- 104.富豪の顔に唾 （7／25夕）
- 105.大きな鼻 （7／26夕）
- 106.玉泉と緑青 （7／27夕）
- 107.保証人 （7／28夕）
- 108.油が足りない （7／29夕）
- 109.男女の幽霊 （7／30夕）
- 110.神様と接吻 （7／31夕）
- 111.俳優の家庭 （8／1夕）
- 112.女の道連れ （8／2夕）
- 113.北畠男の帽子 （8／3夕）
- 114.食物と格言 （8／4夕）
- 115.毒草の味 （8／5夕）
- 116.殿様の臍 （8／6夕）
- 117.醜男 （8／8夕）
- 118.女博士 （8／9夕）
- 119.儒者の独身 （8／10夕）
- 120.クンカン （8／11夕）
- 121.大発明 （8／12夕）
- 122.紋どころ （8／13夕）
- 123.男装婦人 （8／14夕）
- 124.博士の逆立ち （8／15夕）
- 125.お湯嫌い （8／19夕）
- 126.赤栴檀 （8／20夕）
- 127.虫の声 （8／21夕）
- 128.中橋氏と狸 （8／22夕）
- 129.節用集を食う （8／24夕）
- 130.強制妊娠 （8／25夕）
- 131.性悪男 （8／26夕）
- 132.静かな死 （8／27夕）
- 133.哲学者と兎 （8／29夕）
- 134.質屋の通帳 （8／30夕）
- 135.片腕 （8／31夕）
- 136.泡鳴と玉堂 （9／1夕）
- 137.婿選び （9／2夕）
- 138.謡曲を武器に （9／4夕）
- 139.貯金筒 （9／5夕）
- 140.利休の夫婦喧嘩 （9／6夕）
- 141.高野の英霊塔 （9／7夕）
- 142.寺か女か （9／8夕）
- 143.記者凹む （9／9夕）
- 144.髭の有り無し （9／10夕）
- 145.ユダヤ人と犬 （9／11夕）
- 146.三十一文字 （9／12夕）
- 147.楽書 （9／13夕）
- 148.墓の中 （9／14夕）
- 149.就職口 （9／15夕）
- 150.キ元帥の幽霊 （9／16夕）
- 151.石黒男と女中 （9／17夕）
- 152.崋山の手紙 （9／18夕）
- 153.小説家の面会 （9／19夕）
- 154.蘆花の置き土産 （9／20夕）
- 155.土を丸めて （9／21夕）
- 156.難船した人 （9／22夕）
- 157.無心状 （9／23夕）
- 158.懸賞短篇小説 （9／24夕）
- 159.正宗氏の油絵 （9／25夕）
- 160.成金気質 （9／26夕）
- 161.南画と娘 （9／27夕）
- 162.高田実 （9／28夕）
- 163.黒人の犯罪 （9／30夕）
- 164.渓水の落款 （10／1夕）
- 165.神通力 （10／12夕）
- 166.豆猿 （10／13夕）
- 167.結婚と奴隷 （10／15夕）
- 168.如来の失敗 （10／16夕）
- 169.子福者の女 （10／17夕）
- 170.性欲錯乱 （10／18夕）
- 171.お国自慢 （10／19夕）
- 172.女中の返事 （10／20夕）
- 173.牧師の杖 （10／21夕）
- 174.鵞鳥 （10／22夕）
- 175.女の泣き顔 （10／23夕）
- 176.俳優の盗み （10／24夕）
- 177.石碑と文展 （10／25夕）
- 178.名士と好物 （10／26夕）
- 179.汝描けるか （10／28夕）
- 180.中西博士の画 （10／30夕）
- 181.椅子 （10／31夕）
- 182.出雲の墓 （11／1夕）
- 183.ふとっちょ （11／2夕）
- 184.鈴木松年 （11／3夕）
- 185.富岡鉄斎 （11／5夕）
- 186.小切手 （11／6夕）
- 187.お茶一杯 （11／7夕）
- 188.竹内栖鳳 （11／17夕）
- 189.拍子木 （11／18夕）
- 190.鼠の貿易 （11／19夕）
- 191.狂人 （11／20夕）
- 192.仏語通 （11／22夕）
- 193.女の秘密 （11／23夕）
- 194.茶匙 （11／25夕）
- 195.飛行機 （11／26夕）
- 196.三人画家 （11／27夕）
- 197.馬越恭平 （11／28夕）
- 198.黄金仏 （11／29夕）
- 199.癇癪玉 （11／30夕）
- 200.抱月氏 （12／1夕）
- 201.旅銭代用 （12／3夕）
- 202.手錠の音 （12／5夕）
- 203.落書無用 （12／6夕）
- 204.高浜虚子 （12／7夕）
- 205.米大統領 （12／10夕）
- 206.広岡浅子 （12／12夕）
- 207.大発見 （12／15夕）
- 208.増田義一 （12／17夕）
- 209.大森博士 （12／20夕）
- 210.馬の顔 （12／21夕）
- 211.狂人の書 （12／22夕）

### 1917年
1917年（大正6年）は、すべて大阪毎日新聞に連載。
- 212.木堂と剣 （1／7夕）
- 213.山葵 （1／8夕）
- 214.真野博士 （1／9夕）
- 215.画の催促 （1／10夕）
- 216.金ぴか革 （1／11夕）
- 217.成金気質 （1／12夕）
- 218.丸髷嫌い （1／13夕）
- 219.横山大観 （1／14夕）
- 220.突然 （1／16夕）
- 221.結婚 （1／17夕）
- 222.三宅博士 （1／19夕）
- 223.飲酒家 （1／20夕）
- 224.老女史 （1／23夕）
- 225.禿頭首相 （1／29夕）
- 226.カイゼルの癖 （1／30夕）
- 227.米の用意 （1／31夕）
- 228.喫煙家 （2／1夕）
- 229.大隈侯より （2／2夕）
- 230.悪戯 （2／3夕）
- 231.高い塔 （2／4夕）
- 232.伍廷芳 （2／6夕）
- 233.泣きつら大使 （2／7夕）
- 234.庇髪 （2／9夕）
- 235.顔と頭 （2／10夕）
- 236.勉強せよ （2／12夕）
- 237.納所花婿 （2／14夕）
- 238.道楽 （2／15夕）
- 239.平謝り （2／16夕）
- 240.洋服和服 （2／17夕）
- 241.欠け皿 （2／18夕）
- 242.お愛嬌 （2／19夕）
- 243.中村不折 （2／20夕）
- 244.竹越夫人 （2／22夕）
- 245.侯爵夫人 （2／23夕）
- 246.有松英義 （2／25夕）
- 247.脅かせ （2／26夕）
- 248.蓄音機 （2／27夕）
- 249.画の謝礼 （2／28夕）
- 250.画と田地 （3／2朝）
- 251.お焼物 （3／3朝）
- 252.ネクタイ （3／4朝）
- 253.寄付謝絶 （3／5朝）
- 254.やぶにらみ （3／8朝）
- 255.名妓と貂 （3／9朝）
- 256.百万長者 （3／10朝）
- 257.父の遺産 （3／11朝）
- 258.郡長と女中 （3／13朝）
- 259.青磁の皿 （3／14朝）
- 260.臍無し男 （3／15朝）
- 261.大蛇の祟り （3／16朝）
- 262.見え坊 （3／19朝）
- 263.隈侯と勇 （3／21朝）
- 264.船株成金 （3／22朝）
- 265.大井ト新 （3／23朝）
- 266.半江の幅 （3／24朝）
- 267.芳賀矢一 （3／25朝）
- 268.弁護士 （3／27朝）
- 269.宅へ来い （3／28朝）
- 270.森久保作蔵 （3／29朝）
- 271.二大問題 （3／30朝）
- 272.小包の紐 （3／31朝）
- 273.婦人の戯 （4／2朝）
- 274.名物切 （4／3朝）
- 275.蒙古牛 （4／6朝）
- 276.戸別訪問 （4／8朝）
- 277.悪物食い （4／9朝）
- 278.独山と鉄斎 （6／19夕）
- 279.富豪と番頭 （6／20夕）
- 280.小山内薫氏 （6／22夕）
- 281.大掾の妻 （6／24夕）
- 282.自動車問答 （6／25夕）
- 283.うつろ舟 （7／6夕）
- 284.成金の鞄 （7／12夕）
- 285.筍問答 （7／18夕）
- 286.無識の得 （7／19夕）
- 287.天文学者 （7／20夕）
- 288.市長の発明 （7／21夕）
- 289.大食俳優 （7／22夕）
- 290.馬と自動車 （7／23夕）
- 291.若芽しょうが （7／24夕）
- 292.審判の日 （7／25夕）
- 293.郭公 （7／26夕）
- 294.猿と木堂 （7／27夕）
- 295.避暑法 （7／28夕）
- 296.子供 （7／29夕）
- 297.光琳の羽織 （7／31夕）
- 298.時計盗み （8／2夕）
- 299.帽と勲章 （8／3夕）
- 300.食べ方 （8／4夕）
- 301.生食 （8／5夕）
- 302.二十万円 （8／6夕）
- 303.孔雀女 （8／8夕）
- 304.倹約人 （8／9夕）
- 305.狸と猿 （8／10夕）
- 306.訥子の発明 （8／12夕）
- 307.強力道心 （8／13夕）
- 308.悪戯小僧 （8／14夕）
- 309.自慢の髭 （8／15夕）
- 310.知事と電車 （8／16夕）
- 311.町人と面師 （8／17夕）
- 312.二十五セント （8／18夕）
- 313.牡蠣と馬 （8／19夕）
- 314.広告新案 （8／21夕）
- 315.保険屋 （8／22夕）
- 316.尻と腹 （8／23夕）
- 317.知らぬ女 （8／24夕）
- 318.親達の体操 （8／25夕）
- 319.議員と子供 （8／26夕）
- 320.猫と四斗俵 （8／27夕）
- 321.男爵と牛飯 （8／28夕）
- 322.肉饅頭 （8／29夕）
- 323.禅僧と扇 （8／30夕）
- 324.女と歌 （8／31夕）
- 325.帽の着様 （9／1夕）
- 326.不折の書 （9／3夕）
- 327.葵の上 （9／4夕）
- 328.鮨の選別 （9／5夕）
- 329.女と茶入 （9／6夕）
- 330.出世の秘法 （9／7夕）
- 331.首相の笑い顔 （9／8夕）
- 332.原稿集め （9／9夕）
- 333.お茶盗人 （9／10夕）
- 334.女優と監督 （9／11夕）
- 335.星野恒博士 （9／12夕）
- 336.石黒忠悳男 （9／13夕）
- 337.蛇 （9／14夕）
- 338.相阿弥と鳥 （9／15夕）
- 339.男のお産 （9／16夕）
- 340.鶉と補助貨 （9／18夕）
- 341.とうもろこし七本 （9／19夕）
- 342.能書 （9／20夕）
- 343.馬の目潰し （9／21夕）
- 344.悪物食い （9／22夕）
- 345.怖い物 （9／23夕）
- 346.音楽通 （9／24夕）
- 347.仲買人 （9／25夕）
- 348.細君選択法 9／26夕）
- 349.あばたの笑顔 （9／27夕）
- 350.大統領と子供 （9／28夕）
- 351.老公と床屋 （9／29夕）
- 352.病気必治法 （9／30夕）
- 353.柿の実 （10／1夕）
- 354.戦争終息期 （10／2夕）
- 355.書肆と作家 （10／3夕）
- 356.帽子 （10／11夕）
- 357.支那人と活動 （10／12夕）
- 358.小粒金 （10／13夕）
- 359.時間経済法 （10／14夕）
- 360.飛青磁 （10／15夕）
- 361.食前の祈祷 （10／17夕）
- 362.飲み過ぎ （10／18夕）
- 363.あんなもんじゃ （10／19夕）
- 364.珍書 （10／20夕）
- 365.電車不通 （10／21夕）
- 366.坪内博士と勲二等 （10／23夕）
- 367.魚の骨 （10／24夕）
- 368.新調の軍服 （10／25夕）
- 369.田中祥雲 （10／26夕）
- 370.馬具屋 （10／27夕）
- 371.黒板博士と新聞紙 （10／28夕）
- 372.元帥の諧謔 （10／29夕）
- 373.ドイツ帝国の最期の年 （10／30夕）
- 374.湖南博士の蔵書 （10／31夕）
- 375.三十六計 （11／1夕）
- 376.戦争はいつ済むか （11／2夕）
- 377.十億長者 （11／3夕）
- 378.戸川残花氏と狸 （11／4夕）
- 379.代議士の妻 （11／5夕）
- 380.浮島 （11／6夕）
- 381.長命の秘訣は結婚 （11／8夕）
- 382.居士と大姉 （11／9夕）
- 383.小説家と富豪の娘 （11／11夕）
- 384.越路の山科 （11／13夕）
- 385.漱石と芸者 （11／14夕）
- 386.鼻・鼻・鼻 （11／15夕）
- 387.演説の用意 （11／19夕）
- 388.広業とエビ （11／20夕）
- 389.新聞記者となる法 （11／23夕）
- 390.鴈治郎と英国 （11／24夕）
- 391.女と青年士官 （11／25夕）
- 392.臆病な象 （11／26夕）
- 393.コンマの価二百万ドル （11／27夕）
- 394.大観氏と上方舞 （11／28夕）
- 395.珈琲一杯 （11／30夕）
- 396.手品師と蕃山 （12／1夕）
- 397.杏の木 （12／2夕）
- 398.菅原道真の子供 （12／3夕）
- 399.内蔵之助と延若 （12／5夕）
- 400.ロンドンで仇討ち （12／9夕）
- 401.独山和尚 （12／10夕）
- 402.天麩羅と天国 （12／12夕）
- 403.馬が悪い （12／14夕）
- 404.京都と偉人 （12／16夕）
- 405.女とお薬 （12／17夕）

### 1918年
1918年（大正7年）は、すべて大阪毎日新聞に連載。
- 406.栃木の横綱 （2／16夕）
- 407.演題と50セント （2／18夕）
- 408.春葉の弟子 （2／19夕）
- 409.和田垣博士と試験問題 （2／21夕）
- 410.お菓子のような前大統領 （2／22夕）
- 411.襲名興行 （2／23夕）
- 412.鼠に噛まれた英雄の心臓 （2／28夕）
- 413.人間の大小 （3／2夕）
- 414.各国元首の収入 （3／4夕）
- 415.女房の通弁 （3／11夕）
- 416.新発明の書物消毒 （3／12夕）
- 417.女房の手紙 （3／18夕）
- 418.ローマ字普及 （3／22夕）
- 419.卵を一つ （3／23夕）
- 420.駱駝の襦袢 （3／24夕）
- 421.カイゼルの拳骨 （3／28夕）
- 422.天国に結婚のない理由 （3／29夕）
- 423.原敬氏の顔で大発見 （3／30夕）
- 424.入場料の倹約 （3／31夕）
- 425.愕堂の日本料理談 （4／1夕）
- 426.画の接吻 （4／2夕）
- 427.眼鏡 （4／3夕）
- 428.画家の活躍 （4／4夕）
- 429.仏国領事 （4／5夕）
- 430.牛の価 （4／6夕）
- 431.塹壕戦の賭博 （4／7夕）
- 432.労働者としての鼠 （4／11夕）
- 433.鉄斎老人の書を （4／12夕）
- 434.商品の景物に捕虜を （4／14夕）
- 435.馬は美人に害あり （4／15夕）
- 436.内田博士の時計 （4／17夕）
- 437.観樹老人の嘘 （4／18夕）
- 438.国旗に接吻 （4／22夕）
- 439.木堂と湖南 （4／25夕）
- 440.長井博士の道楽 （4／26夕）
- 441.詩人と握手 （4／27夕）
- 442.襲名興行の口上 （4／28夕）
- 443.三マイルの言語 （4／29夕）
- 444.林檎の冤罪 （4／30夕）
- 445.頓珍漢 （5／2夕）
- 446.古代更紗で大尽遊び （5／3夕）
- 447.俘虜の紹介状 （5／4夕）
- 448.三ドルで （5／6夕）
- 449.梅玉と桜島 （5／8夕）
- 450.観樹老と末松夫人 （5／9夕）
- 451.馬の慈善事業 （5／10夕）
- 452.実業家の漢語 （5／11夕）
- 453.名文句 （5／13夕）
- 454.応挙の蕎麦屋 （5／14夕）
- 455.女の顎鬚 （5／17夕）
- 456.巻煙草の吸い殻 （5／20夕）
- 457.原敬氏と鯛の盆 （5／22夕）
- 458.お祖母様と黒猩々 （5／24夕）
- 459.苦力と料理人の喧嘩 （5／25夕）
- 460.喜田博士の笑顔 （5／26夕）
- 461.喜春藤の葉 （5／27夕）
- 462.鴈治郎と仁佐 （5／29夕）
- 463.婦人運転手と将軍 （5／30夕）
- 464.小林急山人の失敗 （6／1夕）
- 465.七十二歳の下士官 （6／2夕）
- 466.内田博士の靴 （6／5夕）
- 467.しみったれ （6／6夕）
- 468.蝋マッチ （6／7夕）
- 469.英国首相恐縮す （6／8夕）
- 470.接吻か二十ドルか （6／9夕）
- 471.女に踏み躙らる （6／10夕）
- 472.新近江八景 （6／14夕）
- 473.婦人の病気 （6／15夕）
- 474.金が物言う （6／16夕）
- 475.学校長 （6／17夕）
- 476.将軍の舅 （6／18夕）
- 477.成金の天地 （6／19夕）
- 478.子供の少ない村 （6／21夕）
- 479.武部源蔵 （6／22夕）
- 480.骸骨の議員 （6／23夕）
- 481.雀鮨の進物 （6／24夕）
- 482.恋と花 （6／25夕）
- 483.一番好きな男 （6／27夕）
- 484.豚に脱帽す （6／29夕）
- 485.落とし銭を拾う楽しみ （6／30夕）
- 486.安倍仲麿と高橋義雄氏 （7／1夕）
- 487.三人牧師 （7／2夕）
- 488.鼻糞 （7／3夕）
- 489.中村是公泣く （7／4夕）
- 490.煙草屋の小僧 （7／5夕）
- 491.洟は忠告に禁物 （7／7夕）
- 492.農夫の自慢 （7／8夕）
- 493.名医後藤新平男 （7／9夕）
- 494.帽子 （7／10夕）
- 495.食事の流儀 （7／12夕）
- 496.菊五郎と松助 （7／13夕）
- 497.紳士と婦人 （7／14夕）
- 498.下腹で猫が啼く （7／15夕）
- 499.船酔い （7／17夕）
- 500.俳優と脚本家 （7／20夕）
- 501.生命の勘定 （7／22夕）
- 502.悟道 （7／23夕）
- 503.敵と舞踊す （7／26夕）
- 504.関野博士と木乃伊 （7／27夕）
- 505.珍しい広告 （7／28夕）
- 506.幸運児 （7／31夕）
- 507.肉代五ドル也 （8／1夕）
- 508.謡曲好き （8／8夕）
- 509.歯と軍人と （8／9夕）
- 510.飯を安く食う法 （8／10夕）
- 511.花の香気 （8／12夕）
- 512.何故食物が高い？ （8／13夕）
- 513.二万八千ドルの祝儀 （8／16夕）
- 514.寄附金の請受 （8／18夕）
- 515.寺内首相と蘭貢米 （8／20夕）
- 516.茶人と胃の腑 （8／25夕）
- 517.十六人の女房 （8／29夕）
- 518.足の裏と老人の結婚 （8／31夕）
- 519.名女優の冷笑 （9／1夕）
- 520.馬を煽ぐ女 （9／2夕）
- 521.米と住職 （9／5夕）
- 522.露伴氏と鱸 （9／11夕）
- 523.独身主義者 （9／13夕）
- 524.名人の汗 （9／14夕）
- 525.パン （9／16夕）
- 526.魚を食う人 （9／19夕）
- 527.地獄の住民 （9／20夕）
- 528.博士と蛙 （9／23夕）
- 529.鼠と罰金 （9／26夕）
- 530.国旗に接吻 （9／27夕）
- 531.大臣の顔触れ （9／30夕）
- 532.中橋新文部 （10／1夕）
- 533.温室 （10／3夕）
- 534.芥川氏の悪戯 （10／4夕）
- 535.法隆寺の覆蔵 （10／6夕）
- 536.冒険小説 （10／7夕）
- 537.婦人記者 （10／8夕）
- 538.後藤男の娘婿 （10／10夕）
- 539.話題 （10／11夕）
- 540.文豪の顰めっ面 （10／13夕）
- 541.豆腐と英国人 （10／14夕）
- 542.豆腐と故本野子 （10／16夕）
- 543.国務卿秘蔵の聖書 （10／17夕）
- 544.美しい女流作家 （10／20夕）
- 545.ポプ天の関西旅行 （10／21夕）
- 546.詩人の健啖 （10／22夕）
- 547.菊五郎の猟自慢 （10／23夕）
- 548.フォッシュ将軍と葉巻 （10／24夕）
- 549.座頭と花形役者 （10／25夕）
- 550.博士夫人の洋行気分 （10／26夕）
- 551.一匁四百円の名香 （10／27夕）
- 552.電報の間違い （10／30夕）
- 553.村井氏の貧民視察 （10／31夕）
- 554.売り子娘の驚き （11／2夕）
- 555.十二種の新聞を読む小僧（11／3夕）
- 556.清野知事辞職説 （11／4夕）
- 557.婦人と多妻主義者 （11／5夕）
- 558.サモワールと板垣伯 （11／6夕）
- 559.島村抱月氏（一） （11／7夕）
- 560.島村抱月氏（二） （11／8夕）
- 561.島村抱月氏（三） （11／9夕）
- 562.島村抱月氏（四） （11／10夕）
- 563.人相見 （11／11夕）
- 564.女形の心得 （11／18夕）
- 565.有島武郎氏と西洋人 （11／19夕）
- 566.紙の倹約 （11／22夕）
- 567.時雨女史と雑誌記者 （12／1夕）
- 568.桃の実 （12／5夕）
- 569.鉄斎翁と漢方医 （12／6夕）
- 570.蘆花氏と女商人 （12／7夕）
- 571.子役の粗相 （12／10夕）
- 572.幹彦氏閉口す （12／11夕）
- 573.博士と生徒 （12／12夕）
- 574.原敬氏の愛嬌 （12／14夕）
- 575.花嫁を忘れる （12／15夕）
- 576.五百金の寄附 （12／17夕）
- 577.顕微鏡の寄附 （12／18夕）
- 578.俳諧師の頓知 （12／19夕）
- 579.首を繋ぐ法 （12／20夕）

### 1919年
1919年（大正8年）は、すべて大阪毎日新聞に連載。
- 580.医者の友達 （1／5夕）
- 581.音楽家の大統領 （1／6夕）
- 582.あゝ須磨子 （1／7夕）
- 583.須磨子の恋と芸術（上） （1／8夕）
- 584.須磨子の恋と芸術（下） （1／9夕）
- 585.西園寺侯と千円包 （1／10夕）
- 586.海洋自由問題の鍵 （1／11夕）
- 587.鴈治郎の涙 （1／12夕）
- 588.西園寺侯と鏡 （1／13夕）
- 589.池上市長と道路 （1／14夕）
- 590.狩野博士の門違い （1／15夕）
- 591.亡広岡浅子夫人 （1／23夕）
- 592.新村博士と閣下 （1／27夕）
- 593.劇の収入 （2／3夕）
- 594.桑原博士の人違い （2／7夕）
- 595.文豪の娘 （2／10夕）
- 596.百円札 （2／12夕）
- 597.市村博士と禁酒法 （2／13夕）
- 598.忘れっぽい人 （2／14夕）
- 599.夏目漱石と佐佐木信綱 （2／15朝）
- 600.内田博士と一円札 （2／17夕）
- 601.池上市長と兎 （2／19夕）
- 602.都路華香氏と幇間 （2／21夕）
- 603.土木課長の喧嘩 （2／25夕）
- 604.倫理学者と五十万円 （3／2夕）
- 605.山元春挙氏と石 （3／7夕）
- 606.内田博士と案内記 （3／12夕）
- 607.クレマンソーと英語 （3／14夕）
- 608.司令官と一兵卒 （3／15夕）
- 609.春挙氏に画を頼むには （3／18夕）
- 610.新聞の購読中止 （3／20夕）
- 611.関雪と麦僊 （3／23夕）
- 612.前大統領の嘘 （3／24夕）
- 613.福沢桃介氏と三百円 （3／28夕）
- 614.毬を返せ （4／3夕）
- 615.大杉栄百円を損す （4／4夕）
- 616.川村曼舟氏と蛇 （4／5夕）
- 617.油虫嫌いの皇帝 （4／6夕）
- 618.栖鳳と美術批評家 （4／7夕）
- 619.小話数則 （4／8夕）
- 620.西山翠嶂氏とキューピー （4／10夕）
- 621.大杉栄氏五百円を儲く （4／12夕）
- 622.児島虎次郎氏に （4／13夕）
- 623.鹿子木氏と芽張柳 （4／17夕）
- 624.奇癖 （4／21朝）
- 625.大食と少食 （4／25夕）
- 626.菊池契月の心配事 （4／28夕）
- 627.文豪と旅宿の亭主 （5／2夕）
- 628.福田博士の衣替え （5／13夕）
- 629.虚子短冊に酔う （5／24夕）
- 630.無学なお月様 （5／25夕）
- 631.西洋婦人のお上手 （5／29夕）
- 632.富田渓仙と狸 （5／31夕）
- 633.土田麦僊と輪転機 （6／5夕）
- 634.宰相と馬鹿者 （6／7夕）
- 635.中野正剛氏と活動写真 （6／12夕）
- 636.子供と狂人 （6／14夕）
- 637.木堂の書価十円也 （7／4夕）
- 638.有島武郎氏とドイツ娘 （7／5夕）
- 639.福田博士と内田博士 （7／9夕）
- 640.日本将校石川半山 （7／11夕）
- 641.香川知事の落馬 （7／12夕）
- 642.野長瀬晩花の寄附画 （7／13夕）
- 643.音楽家と小説家と （7／16夕）
- 644.独身主義者と結婚 （7／17夕）
- 645.焼き肴は右か左か （7／18夕）
- 646.美術家と駅長 （7／19夕）
- 647.内田博士の敏感 （7／22夕）
- 648.あゝ内田博士 （7／23夕）
- 649.一千円の遺産処分 （7／25夕）
- 650.博士と紺屋の職人と （7／27夕）
- 651.教師と生徒 （7／29夕）
- 652.結婚と天国と （7／30夕）
- 653.市長の喧嘩 （7／31夕）
- 654.ムツゴロウと知事 （8／1夕）
- 655.名挨拶二つ （8／2夕）
- 656.大将と蝿 （8／5夕）
- 657.王様とシーツ （8／6夕）
- 658.住友重役の苦笑い （8／8夕）
- 659.気象台員の雨乞い （8／9夕）
- 660.恋がたき （8／13夕）
- 661.上司小剣氏の時計 （8／15夕）
- 662.五千ドルのヴァイオリン （8／23夕）
- 663.細菌学者と公使 （8／27夕）
- 664.零余子と女流俳人 （8／30夕）
- 665.世界一の名医 （8／31夕）

### 1922年
1922年（大正11年）の「茶話」はすべて雑誌「サンデー毎日」に不定期連載された。雑誌掲載ということもあり、それまでよりも1篇あたりの字数が増え、しばしば同じ号に2篇掲載されている。
- 666.顎の外れたのを治す法 （4／23）
- 667.男と女との胸ボタンの相違 （5／28）
- 668.五十四万石の駄洒落 （6／11）
- 669.器用な言葉の洒落 （6／18）
- 670.王室の埃は果報者 （7／2）
- 671.美術批評家と夏蜜柑 （7／9）
- 672.滑稽作家演説を盗まる （7／23）
- 673.劇作家と舞台監督 （7／30）
- 674.文豪の原稿 （7／30）
- 675.ビフテキ食いたさに牛を殺すとは （8／6）
- 676.牧師の悪妻 （8／6）
- 677.ナポレオンの人差し指 （8／13）
- 678.仏国小説と米国 （8／13）
- 679.素敵に短い大演説 （8／20）
- 680.自動車王と子供 （8／20）
- 681.自分の葬式に自分で葬歌を唱う （8／27）
- 682.滑稽作家の諧謔 （8／27）

### 1925年
1925年（大正14年）の「茶話」は、4月15日から7月2日まで東京日日新聞の夕刊に連載され、7月26日は「サンデー毎日」に、6月1日および11月1日には「文藝春秋」にそれぞれ読み切りで掲載された。字数は以前の少ないものに戻っている。
- 683.鶏小舎 （4／15）
- 684.女優(モード・アダムズ（英語版）)と花束 （4／16）
- 685.狂人と弁護士 （4／17）
- 686.無類なお世辞 （4／18）
- 687.重役気質 （4／19）
- 688.花心に住む （4／21）
- 689.四十女 （4／22）
- 690.金の卵 （4／23）
- 691.爪 （4／24）
- 692.煙草盆 （4／25）
- 693.赤 （4／26）
- 694.雨天棒和尚 （4／28）
- 695.蛇 （4／29）
- 696.靴を買うには （4／30）
- 697.七千ドル （5／1）
- 698.命令法 （5／2）
- 699.アメリカニズム （5／3）
- 700.間違い （5／5）
- 701.胡桃 （5／6）
- 702.訪問客 （5／7）
- 703.蚊と象 （5／8）
- 704.金曜日 （5／9）
- 705.電気と瓦斯 （5／10）
- 706.恋と死 （5／12）
- 707.長命 （5／13）
- 708.虎老と婦人 （5／14）
- 709.妻の誕生日 （5／15）
- 710.頬ひげ （5／16）
- 711.呉昌碩 （5／17）
- 712.顔 （5／19）
- 713.句読点 （5／20）
- 714.無差別 （5／21）
- 715.島 （5／22）
- 716.両手の使い分け （5／23）
- 717.安息日 （5／24）
- 718.つんぼ （5／26）
- 719.蟋蟀をふかす （5／27）
- 720.蜘蛛 （5／28）
- 721.衝突予防法 （5／29）
- 722.三つの中 （5／30）
- 723.大男 （5／31）
- 724.匿名の作 （6／1）
- 725.鶏 （6／2）
- 726.離れ島 （6／3）
- 727.シルエット （6／4）
- 728.珍草 （6／5）
- 729.神聖な名前 （6／6）
- 730.いちご畑 （6／7）
- 731.厄介な訪問客 （6／9）
- 732.支那問題 （6／10）
- 733.長い名 （6／11）
- 734.弁護士より俳優 （6／12）
- 735.手紙 （6／13）
- 736.女とダイヤ （6／14）
- 737.女の見わけ （6／16）
- 738.傘 （6／17）
- 739.フランス語 （6／18）
- 740.物は言いよう （6／19）
- 741.七十の手習 （6／20）
- 742.老博士と蛙 （6／21）
- 743.女学者 （6／23）
- 744.歯医者 （6／24）
- 745.結婚 （6／25）
- 746.大男 （6／26）
- 747.首実検 （6／27）
- 748.物知らず （6／28）
- 749.一流か三流か （6／30）
- 750.一食主義 （7／1）
- 751.磁石よりも女 （7／2）
- 752.間違い （7／26）
- 753.STAR （7／26）
- 754.老眼鏡 （7／26）
- 755.三頭の驢馬 （7／26）
- 756.沙翁 （7／26）
- 757.鰐 （7／26）
- 758.閑 （7／26）
- 759.枕 （7／26）
- 760.毛皮 （11／1）
- 761.おしこめ （11／1）
- 762.句読点 （11／1）
- 763.女帽子の針 （11／1）

### 1926年
1926年（大正15年）は、9月1日に雑誌「苦楽」に、10月1日に『文藝春秋』に掲載された。
- 764.堪忍という事 （9／1）
- 765.価 （10／1）
- 766.犬 （10／1）

### 1927年
1927年（昭和2年）の茶話は1篇のみ。『中央公論』に掲載された。
- 767.暗示 （5／1）

### 1928年
1928年（昭和3年）は5月に『女性』、8月に『サンデー毎日』、11月に『キング』と、のべ3つの雑誌に掲載された。
- 768.慈善家 （5／1）
- 769.返辞 （5／1）
- 770.良人改造 （5／1）
- 771.救済 （5／1）
- 772.名前 （8／19）
- 773.恵慶の色紙 （11／1）

### 1930年
1930年（昭和5年）はすべて『サンデー毎日』に連載。1月26日をもって『茶話』の連載は終了した。
- 774.帽子 （1／5）
- 775.贈り物・貰い物 （1／12）
- 776.彫刻 （1／19）
- 777.箱の中 （1／26）

### 初出不詳
発表年代が特定できない34篇を列記。配列は冨山房版に拠る。
- 778.主人の頭を打つ女
- 779.雄弁家の親孝行
- 780.裸体
- 781.貧乏画家
- 782.喜捨金一文
- 783.喫煙禁止
- 784.滴水と峨山
- 785.予言者
- 786.老画家の音曲
- 787.それ猫が
- 788.演説家の妻
- 789.しゃれた料理
- 790.大雅と錦の袋
- 791.詩人と百姓婆さん
- 792.禅僧と靴
- 793.寄附金
- 794.結婚司会に夫婦喧嘩を説く
- 795.巴里の安料理
- 796.料理屋はその一つ
- 797.実業家の義太夫
- 798.義太夫を呼べ
- 799.呂昇の浪花節
- 800.賽銭百両
- 801.食卓語
- 802.漱石氏の皮肉
- 803.対敵行動
- 804.内談洩れ
- 805.盗まれぬように
- 806.女流音楽家
- 807.演説つかい
- 808.誤植
- 809.マッチの火
- 810.左
- 811.大王と哲学者

## 刊行書誌
- 『茶話』 1916年（大正5年） 洛陽堂 - 79篇を収録・以下略
- 『後の茶話』 1917年（大正7年） 玄文社 - 150篇
- 『新茶話』 1918年（大正8年） 玄文社 - 150篇
- 『随筆茶話 上巻』 1924年（大正13年） 大阪毎日新聞社・東京日日新聞社 - 204篇
- 『随筆茶話 下巻』 1924年（大正13年） 大阪毎日新聞社・東京日日新聞社 - 243篇
- 『猫の微笑』 1927年（昭和2年） 創元社 - 49篇
- 『茶話抄』 1928年（昭和3年） 創元社 - 154篇（作者自選）
  - 『茶話』 1998年（平成10年） 岩波文庫 - 収録は昭和3年の創元社版と同一
- 『艸木虫魚』 1929年（昭和4年） 創元社 - 12篇
  - 『艸木虫魚』 1940年（昭和15年） 創元選書
  - 『艸木虫魚』 1998年（平成10年） 岩波文庫 - 収録は昭和4年の創元社版と同一
- 『茶話全集 上巻』 1933年（昭和8年） 創元社 - 230篇
- 『茶話全集 下巻』 1933年（昭和8年） 創元社 - 275篇
- 『薄田泣菫全集 第3 随筆篇茶話 上巻』 1938年（昭和13年） 創元社 - 230篇
- 『薄田泣菫全集 第4 随筆篇茶話 下巻』 1939年（昭和14年） 創元社 - 273篇
- 『新編 茶話全集 上巻』 1942年（昭和17年） 創元社 - 230篇
- 『新編 茶話全集 下巻』 1942年（昭和17年） 創元社 - 271篇
- 『茶話抄』 1949年（昭和24年） 創元社・百花文庫 - 74篇
- 『茶話』 1951年（昭和26年） 創元文庫 - 74篇
- 『完本 茶話 上巻』 1983年（昭和58年） 冨山房百科文庫 - 297篇
- 『完本 茶話 中巻』 1983年（昭和58年） 冨山房百科文庫 - 282篇
- 『完本 茶話 下巻』 1984年（昭和59年） 冨山房百科文庫 - 232篇